# Гонсалес Медерос, Мария Елена
Мария Элена Гонсалес Медерос (исп. María Elena González Mederos; 1932 — 19 февраля 1996) — кубинско-американский государственный статистик, переводчица стихов и правозащитница.

## Ранние годы и образование
Гонсалес родилась на Кубе в семье кубинской правозащитницы Елены Медерос. Она получала образование в Гаванском университете, а в 1953 году получила степень в Чикагском университете. В 1961 году Мария вместе с матерью покинула Кубу. В 1963 году она получила степень магистра в Лондонской школе экономики, а в 1968 году — вторую степень магистра в Колумбийском университете, защитив диссертацию «Оптимальный типовой проект для исследования рабочих вакансий» (англ. An optimal sample design for a job vacancy survey).

## Карьера
Гонсалес поступил на государственную службу США в 1970 году в качестве статистика Бюро переписи населения США. В 1974 году она перешла на должность в Административно-бюджетное управление, где и проработала всю оставшуюся жизнь, в том числе 20 лет занимая пост председателя Федерального комитета по статистической методологии. Гонсалес принимала участие в деятельности Межамериканской статистической конференции, Межамериканского статистического института и Экономической комиссии Организации Объединённых Наций по Латинской Америки и региону Карибского бассейна.
В 1982 году Гонсалес стала членом Американской статистической ассоциации , а также избранным членом Международного статистического института . В 1983—1984 годах Гонсалес занимала должность президента Вашингтонского статистического общества. В её честь был посвящён научный сборник статей разных авторов, где исследовалась методология статистической экономики, «Превращение административных систем в информационные системы» (англ. Turning Administrative Systems Into Information Systems, 1995) .

## Переводы и активизм
Гонсалес перевела на английский язык книгу La Campana Del Alba («Колокол зари»), коллекцию детских стихов кубинского политического заключённого Эрнесто Диаса Родригеса, рукопись которой была тайно вынесена из его тюрьмы и опубликована в 1989 году. Она также содействовала оказанию давления на Кубу, чтобы та освободила политических заключённых, и работала казначеем в кубинской правозащитной организации «Права человека».